# Inmigración árabe en Filipinas
La inmigración árabe de Filipinas se remonta hace varios siglos; después de la ocupación de los negritos y los malayos, ellos se instalaron principalmente en la isla de Mindanao. Tras el mestizaje que surgió, actualmente se les conoce como moros que habitan en Mindanao, las islas de Sulu y Joló. Los recientes inmigrantes que en la actualidad residen en Filipinas, se calcula que son unas 22.000 personas y que proceden de diferentes países de Oriente Medio y África del Norte o del Magreb. Se habla principalmente árabe peninsular e inglés filipino.
Los árabes residentes en Filipinas proceden de diferentes países, como Líbano, Irán, Siria, Yemen, Arabia Saudí, Jordania, Túnez, Kuwait, Emiratos Árabes Unidos, los Territorios Palestinos, Egipto y Libia.